# کوپروجوک (اردهان)
کوپروجوک (به ترکی استانبولی: Köprücük) یک منطقهٔ مسکونی در ترکیه است که در اردهان واقع شده‌است.